# 朝霧JAM
朝霧JAM （あさぎりジャム）は、静岡県富士宮市の朝霧アリーナで毎年開催されている野外ライブイベントである。イベント会場からは富士山が一望できる。主催はフジロックフェスティバルなどをオーガナイズしているイベント会社「SMASH」。富士山周辺で行われているため、マークは富士山をあしらったものとなっている。

## 概要
- 2001年より開催されている。また、主催者側からの条件を満たせばペット同伴が許可されている。
- スマッシュと共に、地元有志や協力企業によって構成される朝霧Jam実行委員会並びに地域ボランティアチーム朝霧JAMS'(アサギリジャムズ)との協働によって運営されており、興行イベントという枠だけにとどまらず、環境問題の啓発・地場産品のPRなどによる地域活性化などに積極的に取り組んでいる点が特徴として挙げられる。
- 2019年は、台風19号の接近に伴う悪天候が予想されることから開催が中止された[1]。
- 2020年、2021年は新型コロナウイルス感染症の感染拡大防止の観点から開催が中止され、3年連続の中止となった。

## 出演者
- 2002年以降は、ステージが「RAINBOW STAGE」と「MOONSHINE STAGE」に分けられている。

## 朝霧JAMS'
- 朝霧JAMの運営に協力する有志のボランティア集団として朝霧JAMS'というものがあり、朝霧JAMの運営を通じて環境問題への啓発、地場産品のPRをはじめ、地元の祭りでのゴミナビゲーションへの参加など、イベント興行の枠を越え、多岐に渡り活動している。
- 構成要員は通年で活動を行う「コアスタッフ」と、朝霧JAM本番のみ参加する「当日ボランティアスタッフ」の2種類に分けられ、その数は合わせて毎年200～250人程。
- 活動内容はゴミナビゲーション「8分別（生ゴミ／割り箸／紙食器／可燃／プラスチック／ペット／アルミ／スチール）」を基本としている。2009年度より、イベント当日に出た紙食器のゴミを堆肥化し、その堆肥を使って野菜を育てる活動を地元の産廃業者との協同で行っていたが、現在は生ゴミのみを堆肥化している。（紙食器は素材の多くが繊維質のため分解が進みにくいことが数年に渡る試みからわかったため。）
- 近年野外音楽フェスティバルが乱立する中、環境に対する取組みは群を抜く。

## アクセス
- 東名高速道路富士IC→西富士道路→国道139号→会場
- 中央自動車道河口湖IC→国道139号→会場

## 周辺
- 道の駅朝霧高原